# توماس کولر
توماس کولر (انگلیسی: Thomas Köhler؛ زادهٔ ۲۵ ژوئن ۱۹۴۰) لژسوار اهل آلمان بود.
وی در مسابقات کشوری و بین‌المللی در مجموع برندهٔ ۵ مدال طلا، ۲ مدال نقره شده‌است.